# Australien i olympiska vinterspelen 1980
Australien deltog med 9 deltagare vid de olympiska vinterspelen 1980 i Lake Placid. Ingen av landets deltagare erövrade någon medalj.